# 1944年
1944年（1944 ねん）は、西暦（グレゴリオ暦）による、土曜日から始まる閏年。昭和19年。

## 他の紀年法
- 干支：甲申（きのえ さる）
- 日本（月日は一致）
  - 昭和19年
  - 皇紀2604年
- 中国（月日は一致）
  - 中華民国：中華民国33年
  - 満洲国：康徳11年
- 朝鮮（月日は一致）
  - 檀紀4277年
  - 主体33年
- 阮朝（ベトナム）
  - 保大18年12月6日 - 保大19年11月17日
- 仏滅紀元：2486年 - 2487年
- イスラム暦：1363年1月5日 - 1364年1月15日
- ユダヤ暦：5704年4月5日 - 5705年4月15日
- 修正ユリウス日(MJD)：31090 - 31455
- リリウス日(LD)：131931 - 132296

※檀紀は、大韓民国で1948年に法的根拠を与えられたが、1962年からは公式な場では使用されていない。

※主体暦は、朝鮮民主主義人民共和国で1997年に制定された。

## カレンダー
| 1月 |    |    |    |    |    |    |
| 日  | 月 | 火 | 水 | 木 | 金 | 土 |
|     |    |    |    |    |    | 1  |
| 2   | 3  | 4  | 5  | 6  | 7  | 8  |
| 9   | 10 | 11 | 12 | 13 | 14 | 15 |
| 16  | 17 | 18 | 19 | 20 | 21 | 22 |
| 23  | 24 | 25 | 26 | 27 | 28 | 29 |
| 30  | 31 |    |    |    |    |    |
|     |    |    |    |    |    |    |

| 2月 |    |    |    |    |    |    |
| 日  | 月 | 火 | 水 | 木 | 金 | 土 |
|     |    | 1  | 2  | 3  | 4  | 5  |
| 6   | 7  | 8  | 9  | 10 | 11 | 12 |
| 13  | 14 | 15 | 16 | 17 | 18 | 19 |
| 20  | 21 | 22 | 23 | 24 | 25 | 26 |
| 27  | 28 | 29 |    |    |    |    |
|     |    |    |    |    |    |    |

| 3月 |    |    |    |    |    |    |
| 日  | 月 | 火 | 水 | 木 | 金 | 土 |
|     |    |    | 1  | 2  | 3  | 4  |
| 5   | 6  | 7  | 8  | 9  | 10 | 11 |
| 12  | 13 | 14 | 15 | 16 | 17 | 18 |
| 19  | 20 | 21 | 22 | 23 | 24 | 25 |
| 26  | 27 | 28 | 29 | 30 | 31 |    |
|     |    |    |    |    |    |    |

| 4月 |    |    |    |    |    |    |
| 日  | 月 | 火 | 水 | 木 | 金 | 土 |
|     |    |    |    |    |    | 1  |
| 2   | 3  | 4  | 5  | 6  | 7  | 8  |
| 9   | 10 | 11 | 12 | 13 | 14 | 15 |
| 16  | 17 | 18 | 19 | 20 | 21 | 22 |
| 23  | 24 | 25 | 26 | 27 | 28 | 29 |
| 30  |    |    |    |    |    |    |
|     |    |    |    |    |    |    |

| 5月 |    |    |    |    |    |    |
| 日  | 月 | 火 | 水 | 木 | 金 | 土 |
|     | 1  | 2  | 3  | 4  | 5  | 6  |
| 7   | 8  | 9  | 10 | 11 | 12 | 13 |
| 14  | 15 | 16 | 17 | 18 | 19 | 20 |
| 21  | 22 | 23 | 24 | 25 | 26 | 27 |
| 28  | 29 | 30 | 31 |    |    |    |
|     |    |    |    |    |    |    |

| 6月 |    |    |    |    |    |    |
| 日  | 月 | 火 | 水 | 木 | 金 | 土 |
|     |    |    |    | 1  | 2  | 3  |
| 4   | 5  | 6  | 7  | 8  | 9  | 10 |
| 11  | 12 | 13 | 14 | 15 | 16 | 17 |
| 18  | 19 | 20 | 21 | 22 | 23 | 24 |
| 25  | 26 | 27 | 28 | 29 | 30 |    |
|     |    |    |    |    |    |    |

| 7月 |    |    |    |    |    |    |
| 日  | 月 | 火 | 水 | 木 | 金 | 土 |
|     |    |    |    |    |    | 1  |
| 2   | 3  | 4  | 5  | 6  | 7  | 8  |
| 9   | 10 | 11 | 12 | 13 | 14 | 15 |
| 16  | 17 | 18 | 19 | 20 | 21 | 22 |
| 23  | 24 | 25 | 26 | 27 | 28 | 29 |
| 30  | 31 |    |    |    |    |    |
|     |    |    |    |    |    |    |

| 8月 |    |    |    |    |    |    |
| 日  | 月 | 火 | 水 | 木 | 金 | 土 |
|     |    | 1  | 2  | 3  | 4  | 5  |
| 6   | 7  | 8  | 9  | 10 | 11 | 12 |
| 13  | 14 | 15 | 16 | 17 | 18 | 19 |
| 20  | 21 | 22 | 23 | 24 | 25 | 26 |
| 27  | 28 | 29 | 30 | 31 |    |    |
|     |    |    |    |    |    |    |

| 9月 |    |    |    |    |    |    |
| 日  | 月 | 火 | 水 | 木 | 金 | 土 |
|     |    |    |    |    | 1  | 2  |
| 3   | 4  | 5  | 6  | 7  | 8  | 9  |
| 10  | 11 | 12 | 13 | 14 | 15 | 16 |
| 17  | 18 | 19 | 20 | 21 | 22 | 23 |
| 24  | 25 | 26 | 27 | 28 | 29 | 30 |
|     |    |    |    |    |    |    |

| 10月 |    |    |    |    |    |    |
| 日   | 月 | 火 | 水 | 木 | 金 | 土 |
| 1    | 2  | 3  | 4  | 5  | 6  | 7  |
| 8    | 9  | 10 | 11 | 12 | 13 | 14 |
| 15   | 16 | 17 | 18 | 19 | 20 | 21 |
| 22   | 23 | 24 | 25 | 26 | 27 | 28 |
| 29   | 30 | 31 |    |    |    |    |
|      |    |    |    |    |    |    |

| 11月 |    |    |    |    |    |    |
| 日   | 月 | 火 | 水 | 木 | 金 | 土 |
|      |    |    | 1  | 2  | 3  | 4  |
| 5    | 6  | 7  | 8  | 9  | 10 | 11 |
| 12   | 13 | 14 | 15 | 16 | 17 | 18 |
| 19   | 20 | 21 | 22 | 23 | 24 | 25 |
| 26   | 27 | 28 | 29 | 30 |    |    |
|      |    |    |    |    |    |    |

| 12月 |    |    |    |    |    |    |
| 日   | 月 | 火 | 水 | 木 | 金 | 土 |
|      |    |    |    |    | 1  | 2  |
| 3    | 4  | 5  | 6  | 7  | 8  | 9  |
| 10   | 11 | 12 | 13 | 14 | 15 | 16 |
| 17   | 18 | 19 | 20 | 21 | 22 | 23 |
| 24   | 25 | 26 | 27 | 28 | 29 | 30 |
| 31   |    |    |    |    |    |    |
|      |    |    |    |    |    |    |

## できごと
- オーストリアのハンス・アスペルガーが知的障害のない自閉症例を確認（アスペルガー症候群）。
- ビルマで反ファシスト人民自由連盟結成

### 1月
- 1月2日 - 米軍がニューギニア島のグンビ岬へ上陸
- 1月4日 - モンテ・カッシーノの戦い開始
- 1月7日 - 大本営がインパール作戦を認可
- 1月14日 - ソ連軍がレニングラードとノヴゴロドで攻勢を開始
- 1月15日 - アルゼンチンのサンファンで地震
- 1月17日 - イタリアのイギリス軍、ガリグリアノ川を越える
- 1月20日 - イギリス軍ベルリン空襲。2,300トンの爆弾を投下
- 1月22日 - 連合軍、シングル作戦開始
- 1月24日
  - 大本営が大陸打通作戦を命令
  - スイカ・メロンなど不急作物の作付禁止
- 1月26日 - 東京・名古屋で初の疎開命令（建物の強制取壊し）
- 1月27日 - ソ連軍がレニングラード市を解放
- 1月29日
  - 「中央公論」「改造」の編集者が検挙される（横浜事件）
  - チステルナの戦い
- 1月30日 - 米軍がマーシャル諸島マジュロ環礁に侵攻
- 1月31日 - 米軍がマーシャル諸島クェゼリン環礁に上陸

### 2月
- 2月 - 東京火災、帝国海上、第一機罐の3社が合併し、安田火災海上保険（現：損害保険ジャパン）を設立。
- 2月1日 - 鹿児島県内の銀行合併により鹿児島銀行設立
- 2月3日 - 米軍がマーシャル諸島占領
- 2月4日 - 大学・高専での軍事教育全面強化
- 2月6日 - 第六垂水丸遭難事故。鹿児島県垂水港で連絡船が転覆。死者547人[1]
- 2月7日 - イタリア軍、アンツィオで反攻開始
- 2月10日 - 俳優座結成
- 2月15日 - 米軍がモンテ・カッシーノ修道院を爆撃
- 2月17日
  - 米軍によるトラック島空襲
  - エニウェトクの戦い開始
- 2月23日 - 竹槍事件
- 2月25日 - 決戦非常措置要綱が閣議決定
- 2月29日 - 米軍がアドミラルティ諸島を占領（ブルーワー作戦）

### 3月
- 3月3日 - 政府が三綱領発表（国民学校学童給食・空地利用食糧増産・疎開促進）
- 3月4日 - 宝塚歌劇団休演前最終公演（ファンが殺到し警官が抜刀して整理）
- 3月5日 - 決戦非常措置要綱により、待合茶屋・バー・料亭が閉鎖される
- 3月6日 - 全国の新聞で夕刊が廃止
- 3月8日 - 日本軍がインパール作戦を開始
- 3月10日 - 東京都が空地利用総本部を設置（戦時農園化、不忍池も水田に）
- 3月12日 - 岩手県宮古で豪雪（死者164名、全壊209戸）
- 3月18日 - ドイツ軍がハンガリー王国を占領（マルガレーテI作戦）
- 3月20日 - 東京海上火災保険会社設立（東京海上・三菱海上火災・明治火災が合併）
- 3月23日 - 同和火災海上設立
- 3月27日 - 初の疎開列車（夜に上野発、上越・常磐・東北へ）
- 3月31日
  - 連合艦隊司令長官古賀峯一海軍大将が殉職（海軍乙事件）（公表は4月5日）
  - 松竹少女歌劇団解散（松竹芸能本部女子挺身隊結成）
- 日本軍、中国中部と南部で攻勢開始。

### 4月
- 4月1日 - 旅行制限強化
- 4月1日 - 第二次世界大戦: 米軍が中立国スイスのシャフハウゼンを誤爆して40人の死者。（第二次世界大戦中のスイスへの空襲）
- 4月17日 - 日本軍が大陸打通作戦を開始（ - 翌1945年1月）。

### 5月
- 5月1日 - 南海山手線（旧・阪和電気鉄道）が戦時買収により国有化され、国鉄（現・JR西日本）阪和線となる。
- 5月9日 - ソ連軍、セヴァストーポリ解放。
- 5月12日 - ドイツ軍がクリミア半島から撤退
- 5月18日 - ソ連がクリミアからクリミア・タタール人を追放する

### 6月
- 6月1日 - 関西急行鉄道と南海鉄道が合併し、近畿日本鉄道設立。
- 6月2日 - 拉孟・騰越の戦い（ - 9月14日）。
- 6月4日 - 連合軍、ローマに入る。
- 6月6日 - 連合軍によるノルマンディー上陸作戦（オーバーロード作戦）発動。
- 6月9日 - ソ連軍、フィンランドを攻撃開始
- 6月10日 - フランスのオラドゥール村で虐殺事件
- 6月11日 - 米軍がサイパン島を含むマリアナ諸島に空爆開始。
- 6月13日 - ヴィレル・ボカージュの戦い。ドイツ軍、V1飛行爆弾でのイギリス攻撃開始。
- 6月15日
  - 米軍がサイパン島に上陸（サイパンの戦い）。
  - 米軍のB-29が中国の成都を出発、翌日未明に北九州の八幡を爆撃（B-29の本土初空襲）。
- 6月17日 - アイスランド共和国がデンマークから独立
- 6月19日 - 翌日までマリアナ沖海戦。
- 6月22日 - ソ連軍がバグラチオン作戦を開始。
- 6月23日 - 北海道で大噴火が起こり、新しく造山され、昭和新山と命名される。
- 6月26日 - 米軍がシェルブールに入る。

### 7月
- 7月3日
  - ソ連軍、ミンスク解放。
  - 日本軍はインパール作戦を放棄。
- 7月7日 - サイパン島で日本軍が全滅。
- 7月9日 - イギリス軍とカナダ軍によるカーン占領。
- 7月17日 - ポートシカゴの惨事
- 7月18日 - 日本の東条内閣総辞職
- 7月20日 - ドイツでヒトラー暗殺未遂事件が発生。
- 7月21日 - 米軍がグアム島に上陸し、グアムの戦いが始まる。
- 7月22日
  - 日本で小磯内閣成立。
  - 米ニューハンプシャー州において開かれていた連合国金融通貨会議においてブレトン・ウッズ協定が締結される。国際通貨基金・世界銀行が設立。
  - ルブリンにおいてポーランド国民解放委員会（ルブリン政府）が結成される。

### 8月
- 8月1日
  - 独ソ戦: ワルシャワ蜂起
  - 帝国銀行が十五銀行を吸収合併
- 8月2日 - トルコ共和国がドイツと断交
- 8月5日 - 大本営政府連絡会議を最高戦争指導会議と改称する
- 8月10日
  - グアムで日本軍全滅
  - 枢密院議長に鈴木貫太郎を任命
- 8月12日 - 連合軍、イタリアのフィレンツェ占領
- 8月15日 - ドラグーン作戦
- 8月20日 - 在支米空軍約80機が九州・中国地方に来襲。落下傘降下の米兵が逮捕される。
- 8月22日 - 沖縄からの疎開船対馬丸が米潜水艦の魚雷攻撃により沈没（学童七百人を含む千五百人が死亡）
- 8月23日
  - ルーマニア王国でクーデター（ルーマニア革命）。国王ミハイ1世が政権を掌握し、連合国と休戦して枢軸国から離脱
  - HOYA（当時の社名：東洋光学硝子製造所）設立
- 8月24日 - パリ市民が反独武装蜂起
- 8月25日
  - 連合軍によるパリの解放
  - ルーマニア王国がドイツに宣戦布告
- 8月26日 - ブルガリア王国が枢軸国から離脱
- 8月30日
  - 台湾で徴兵制実施
  - ソ連軍がルーマニアを占領

### 9月
- 9月2日 - フィンランドがドイツと断交。
- 9月3日 - 連合国軍がブリュッセルに入る（ベルギーの解放）
- 9月5日 - ソ連がブルガリアに宣戦布告
- 9月6日 - 第85回臨時議会召集（11日閉会）。
- 9月7日 - ベルギー政府が本国に復帰。
- 9月8日 - ドイツがV2ロケットによるロンドン攻撃を開始
- 9月9日
  - シャルル・ド・ゴールによるフランス臨時政府成立
  - ブルガリアで祖国戦線によるクーデター。
- 9月10日 - ブルガリアがドイツに宣戦布告
- 9月19日 - フィンランドとソ連が休戦

### 10月
- 10月2日 - ワルシャワ蜂起がドイツ軍に鎮圧される
- 10月9日
  - イギリスのチャーチルとソ連のスターリンがモスクワで会談。
  - ダンバートン・オークス会議で連合国が国際連合を提案
- 10月10日 - 米国機動部隊、沖縄本島を空襲する。
- 10月12日
  - 連合国軍がアテネに入城
  - 米軍が台湾を空爆、台湾沖航空戦（ - 16日）
- 10月14日 - ドイツのロンメル将軍が自殺
- 10月15日 - ハンガリー王国でドイツ軍と矢十字党によるクーデター（パンツァーファウスト作戦）。摂政ホルティ・ミクローシュが退位しドイツに亡命。
- 10月20日 - ソ連軍がベオグラードを占領
- 10月21日 - ドイツのアーヘンが陥落
- 10月23日 - レイテ島の戦い。フィリピンの戦い (1944-1945年)が始まる。

### 11月
- 11月1日 - 新聞朝刊2ページに削減される。
- 11月7日 - アメリカ大統領選挙でフランクリン・ルーズベルトが4選される。
- 11月7日 - ソビエト連邦指導者スターリンが革命記念日の演説で日本を侵略国と名指しで批判。
- 11月7日 - ゾルゲ事件。リヒャルト・ゾルゲと尾崎秀実が処刑。
- 11月11日 - 松代大本営が着工。
- 11月24日 - マリアナ群島のサイパン米軍基地からB-29が東京を初めて空襲した。

### 12月
- 12月2日 - 沢村栄治戦死。
- 12月7日 - 東海道沖で東南海地震発生。M（マグニチュード）7.9、死者・行方不明者1,223人、建物全壊36,520件。この地震によって、軍需工場に大被害が出たことにより、太平洋戦争での日本の敗北が早まったとも言われている。
- 12月10日 - 仏ソ相互援助条約調印
- 12月13日 - 名古屋市の三菱発動機第四工場に空襲。死者330人、負傷者356人。
- 12月16日 - ナチス・ドイツ軍によるバルジの戦いが始まる。
- 12月18日 - 名古屋市の三菱航空機大江工場と周辺の守山町・鳴海町など3か所に空襲。死者334人、負傷者253人。
- 12月22日 - 名古屋市の三菱発動機第四工場に再び空襲。この時は、熱田区や瑞穂区なども空襲に遭う。負傷者3人。
- 12月24日 - 第86議会召集
- 12月31日 - ハンガリーの独立戦線臨時政府がドイツに対して宣戦布告

## 芸術・文化・ファッション

### 文学
- 芥川賞
  - 第19回（1944年上半期） - 小尾十三 『登攀』
  - 第20回（1944年下半期） - 清水基吉 『雁立』
- 直木賞
  - 第19回（1944年上半期） - 岡田誠三『ニューギニヤ山岳戦』
  - 第20回（1944年下半期） - 該当作品なし

### スポーツ
- 大相撲（幕内最高優勝）
  - 春場所 佐賀ノ花勝巳
  - 夏場所 羽黒山政司
  - 秋場所 前田山英五郎
- 野球

### 音楽
- 12月1日 - バルトークの管弦楽のための協奏曲初演。

### 映画
- ガス燈
- カンタベリー物語（監督：マイケル・パウエル&エメリック・プレスバーガー）
- 三人の騎士
- 深夜の告白（監督：ビリー・ワイルダー）
- 脱出（監督：ハワード・ホークス）
- ヘンリィ五世（監督：ローレンス・オリヴィエ）
- 我が道を往く
- 陸軍

## 誕生

### 1月
- 1月1日 - 国貞泰汎、元プロ野球選手
- 1月1日 - 香山美子、女優
- 1月1日 - 柏村武昭、フリーアナウンサー・元参議院議員
- 1月1日 - 野口竜、漫画家（+ 2012年）
- 1月1日 - 山崎正、アナウンサー（+ 2023年）
- 1月1日 - 宝木範義、美術評論家
- 1月1日 - 田村志津枝、ノンフィクション作家、映画研究家
- 1月1日 - 高嶋達佳、実業家
- 1月1日 - 工藤元司郎、元競輪選手、競輪評論家
- 1月1日 - 野中和夫、元ボートレーサー
- 1月1日 - 角南攻、漫画編集者（+ 2014年）
- 1月1日 - 工藤明子、女優
- 1月1日 - 早河洋、テレビ朝日代表取締役会長兼CEO
- 1月1日 - 小林興起、政治家
- 1月1日 - オマル・アル＝バシール、スーダン大統領
- 1月1日 - ジミー・ハート、プロレスマネージャー
- 1月1日 - アブドゥル・ハーミド、政治家
- 1月1日 - アリ・オスマン・タハ、政治家
- 1月1日 - ジュマベク・イブライモフ、政治家（+ 1999年）
- 1月1日 - ザファルッラー・カーン・ジャマーリー、政治家（+ 2020年）
- 1月2日 - 古谷一行、俳優（+ 2022年）
- 1月2日 - 宮崎総子、フリーアナウンサー（+ 2015年）
- 1月4日 - 子門真人、歌手
- 1月4日 - チャーリー・マニエル、元プロ野球選手
- 1月4日 - 山中巽、元プロ野球選手
- 1月7日 - 吉田日出子、女優
- 1月7日 - 北林早苗、女優
- 1月8日 - 荒木一郎、俳優・歌手
- 1月8日 - 赤井喜代次、プロ野球選手
- 1月9日 - ジミー・ペイジ、ギタリスト
- 1月10日 - クリストファー・チェイス＝ダン、社会学者
- 1月11日 - 浜口春好、元プロ野球選手
- 1月12日 - ヴィクトリア・ポストニコワ、ピアニスト
- 1月13日 - 松原誠、元プロ野球選手
- 1月14日 - 田中真紀子、政治家
- 1月17日 - 猪口孝、国際政治学者（+ 2024年）
- 1月18日 - 小椋佳、歌手
- 1月18日 - 高畠導宏、元プロ野球選手（+ 2004年）
- 1月18日 - 池辺巌、元プロ野球選手
- 1月20日 - 岡野功、柔道家
- 1月21日 - ウート・ウーギ、ヴァイオリニスト
- 1月22日 - 中島節男、元プロ野球選手
- 1月23日 - ルトガー・ハウアー、俳優（+ 2019年）
- 1月24日 - 片岡五郎、俳優
- 1月24日 - クラウス・ノミ、歌手・パフォーマー（+ 1983年）
- 1月25日 - 江守徹、俳優・演出家・タレント
- 1月25日 - 松岡正剛、編集者・著述家（+ 2024年）
- 1月26日 - 伏屋和彦、官僚
- 1月28日 - 和田浩治、俳優（+ 1986年）
- 1月30日 - リン・ハレル、チェリスト（+ 2020年）
- 1月31日 - チャーリー・マッスルホワイト、歌手・ハーモニカ奏者

### 2月
- 2月1日 - 猫田勝敏[2]、バレーボール選手（+ 1983年）
- 2月3日 - 矢玉四郎、児童文学作家・画家（+ 2024年）
- 2月3日 - ヒサクニヒコ、漫画家・イラストレーター
- 2月4日 - 黒沢年雄、俳優・歌手
- 2月5日 - 秋元羊介、声優
- 2月5日 - 又吉イエス、政治家・宗教家（+ 2018年）
- 2月5日 - 玉の海正洋、大相撲第51代横綱（+ 1971年）
- 2月6日 - 津嘉山正種、俳優
- 2月8日 - 柴田勲、元プロ野球選手
- 2月8日 - 山本寛斎、ファッションデザイナー （+ 2020年）
- 2月8日 - 船戸与一、小説家（+ 2015年）
- 2月9日 - アリス・ウォーカー、小説家
- 2月9日 - 山田勝国、元プロ野球選手
- 2月9日 - 阿羅健一、作家
- 2月9日 - 辻萬長、俳優（+ 2021年）
- 2月10日 - 高橋英樹、俳優・タレント
- 2月10日 - 赤座美代子、女優
- 2月11日 - クロード・チアリ、タレント・ギタリスト
- 2月11日 - 清水綋治、俳優
- 2月13日 - 井手峻、元プロ野球選手
- 2月15日 - 小原伊佐美、調教師（+ 2024年）
- 2月16日 - シギスヴァルト・クイケン、古楽器演奏家・指揮者
- 2月16日 - 岡崎トミ子、元アナウンサー、政治家（+ 2017年）
- 2月17日 - 竹脇無我、俳優（+ 2011年）
- 2月17日 - 斎藤勝博、プロ野球選手（+ 2011年）
- 2月21日 - 長池徳士、元プロ野球選手
- 2月21日 - 前田吟、俳優
- 2月22日 - ロバート・カーダシアン、弁護士（+ 2003年）
- 2月24日 - チト河内、ミュージシャン
- 2月24日 - 草野仁、フリーアナウンサー・元NHKアナウンサー
- 2月25日 - フランソワ・セベール、F1ドライバー（+ 1973年）
- 2月25日 - 渡辺拓也、映画監督
- 2月26日 - レギーネ・ハイツァー、フィギュアスケート選手
- 2月28日 - 日高晤郎、俳優・ラジオパーソナリティ（+ 2018年）
- 2月29日 - 丹野清志、写真家
- 2月29日 - デニス・ファリーナ、俳優（+ 2013年）

### 3月
- 3月1日 - 日暮真三、コピーライター
- 3月1日 - ロジャー・ダルトリー、歌手
- 3月1日 - 山本重政、元プロ野球選手
- 3月3日 - 南正人、歌手（+ 2021年）
- 3月4日 - 三田一郎、素粒子物理学者
- 3月5日 - 松尾佳子、声優
- 3月6日 - 奥本大三郎、フランス文学者
- 3月12日 - 中川武隆、政治家
- 3月12日 - 関根知雄、プロ野球選手
- 3月14日 - 十五世片岡仁左衛門、歌舞伎役者
- 3月14日 - エメリッヒ・ダンツァー、フィギュアスケート選手
- 3月16日 - 石田太郎、俳優・声優（+ 2013年）
- 3月17日 - 袴田茂樹、政治学者
- 3月18日 - 横山やすし、漫才師（+ 1996年）
- 3月20日 - ボビー・テーラー、元プロ野球選手
- 3月20日 - エルヴィン・ネーアー、生物学者
- 3月21日 - 伊能正司、プロ野球選手
- 3月22日 - 大塚博堂、歌手（+ 1981年）
- 3月23日 - マイケル・ナイマン、作曲家
- 3月24日 - ヴォイスラヴ・コシュトニツァ、ユーゴスラビア最後の大統領
- 3月24日 - ジェフリー・パーカー、生物学者
- 3月26日 - ダイアナ・ロス、歌手
- 3月29日 - デニー・マクレイン、メジャーリーガー
- 3月30日 - 島野育夫、プロ野球選手、野球解説者（+ 2007年）
- 3月31日 - 出久根達郎、小説家
- 3月31日 - 西角友宏、ゲームクリエイター、スペースインベーダー開発者

### 4月
- 4月1日 - 佐野嘉幸、元プロ野球選手
- 4月1日 - 倉石功、俳優・タレント
- 4月1日 - ウラジミール・クライネフ、ピアニスト・音楽教師（+ 2011年）
- 4月1日 - 矢野悦子、スタイリスト
- 4月5日 - 細田博之、政治家（+ 2023年）
- 4月5日 - 原田大二郎、俳優
- 4月6日 - 林俊宏、元プロ野球選手
- 4月7日 - デービッド・ダナ・クラーク、コンピューター学者
- 4月7日 - ゲアハルト・シュレーダー、ドイツ首相
- 4月7日 - 中村光毅、アニメーション美術監督、メカニックデザイナー（+ 2011年）
- 4月7日 - 小林誠、理論物理学者
- 4月7日 - 雑賀幸男、プロ野球選手
- 4月8日 - オッド・ネルドル、画家
- 4月10日 - 桜井郁三、政治家（+ 2013年）
- 4月12日 - 園まり、歌手（+ 2024年）
- 4月14日 - 西崎崇子、ヴァイオリニスト
- 4月15日 - 釜本邦茂、元サッカー選手（元日本代表）、1968年メキシコシティオリンピック得点王（+ 2025年）
- 4月15日 - 成川哲夫、俳優、国際空手道連盟玄制流成道会会長（+ 2010年）
- 4月16日 - ウェンディ・グライナー、フィギュアスケート選手
- 4月17日 - 高野孟、ジャーナリスト
- 4月18日 - 溜池敏隆、元プロ野球選手
- 4月21日 - 切通猛、元プロ野球選手（+ 2015年）
- 4月23日 - 田辺修、元プロ野球選手
- 4月24日 - ビル・シンガー、メジャーリーガー
- 4月26日 - レオン・マックファーデン、元プロ野球選手
- 4月26日 - 七森由康、プロ野球選手
- 4月27日 - マイク眞木、俳優・フォーク歌手

### 5月
- 5月4日 - 阪口慶三、高校野球指導者
- 5月5日 - 高橋善正、元プロ野球選手
- 5月5日 - 松岡達英、絵本作家
- 5月5日 - 橋本勝隆、プロ野球選手
- 5月6日 - 村上雅則、元プロ野球選手
- 5月6日 - 有光磐明、プロ野球選手
- 5月7日 - 古川俊隆、元内閣総理大臣秘書官
- 5月7日 - 松谷栄司、プロ野球選手
- 5月8日 - 三田村統之、政治家
- 5月13日 - 星山博之、脚本家（+ 2007年）
- 5月14日 - ジョージ・ルーカス、映画監督
- 5月14日 - 桑原征平、アナウンサー・ラジオパーソナリティ
- 5月14日 - 石田逸男、プロ野球選手
- 5月15日 - ウルリッヒ・ベック、社会学者（+ 2015年）
- 5月16日 - ダニー・トレホ、俳優
- 5月17日 - 舟崎靖子、詩人・児童文学作家
- 5月17日 - ポール・クロスリー、ピアニスト
- 5月18日 - 高山忠克、元プロ野球選手
- 5月18日 - アルバート・ハモンド、シンガーソングライター
- 5月18日 - ユストゥス・フランツ、指揮者・ピアニスト・テレビタレント
- 5月19日 - 西川克弘、プロ野球選手
- 5月21日 - 井上弘昭、元プロ野球選手
- 5月21日 - 加藤斌、プロ野球選手（+ 1965年）
- 5月21日 - メアリー・ロビンソン、アイルランド大統領
- 5月22日 - 二世中村吉右衛門、歌舞伎役者（+ 2021年）
- 5月22日 - 白石静生、元プロ野球選手
- 5月23日 - ジョン・ニューカム、テニス選手
- 5月24日 - 加藤節、政治学者
- 5月25日 - 村上隆、ゴルファー
- 5月28日 - 後藤和昭、元プロ野球選手
- 5月28日 - 枦山智博、高校野球指導者
- 5月28日 - 萩原宏久、高校野球指導者、読売ジャイアンツトレーナー（+ 2013年）
- 5月29日 - 池上遼一、漫画家
- 5月30日 - 無徒史朗、プロ野球選手
- 5月31日 - 渡辺浩一郎、建築家

### 6月
- 6月2日 - 平泉成、俳優
- 6月3日 - 土橋修、プロ野球選手（+ 1966年）
- 6月3日 - 鏑木悦純、プロ野球選手
- 6月6日 - 久米田正明、ロジフレックス（株）代表取締役社長、馬主
- 6月8日 - 及川宣士、元プロ野球選手
- 6月13日 - 潘基文、第8代国際連合事務総長
- 6月14日 - 中野孝征、元プロ野球選手
- 6月14日 - 椎名誠、作家
- 6月16日 - 髙見山大五郎、大相撲力士
- 6月16日 - 小倉清一郎、高校野球指導者
- 6月17日 - 田中調、元プロ野球選手
- 6月19日 - 伊藤久敏、元プロ野球選手
- 6月23日 - 仲宗根美樹、歌手
- 6月24日 - 菅原功一、元旭川市長
- 6月24日 - ジェフ・ベック、ギタリスト（+ 2023年）
- 6月28日 - ハル・ブリーデン、元プロ野球選手（+ 2021年）
- 6月28日 - 山本忠男、元プロ野球選手
- 6月30日 - 上垣内誠、元プロ野球選手

### 7月
- 7月1日 - 大倉英貴、元プロ野球選手
- 7月3日 - 浜中裕徳、官僚
- 7月3日 - ミッシェル・ポルナレフ、シンガーソングライター・作曲家
- 7月3日 - 勝田紫津子、児童文学作家
- 7月5日 - 佐藤正治、元プロ野球選手
- 7月5日 - 松島アキラ、歌手
- 7月7日 - 木俣達彦、元プロ野球選手
- 7月10日 - 土屋紘、プロ野球選手
- 7月11日 - パトリシア・ポラッコ、絵本作家
- 7月11日 - 山﨑理恵子、洋画家、原爆ドーム合作絵画の会創設者（* 2024年）
- 7月12日 - 東条文博、元プロ野球選手
- 7月12日 - 四谷シモン、人形作家・俳優
- 7月13日 - ルビク・エルネー、発明家・彫刻家・建築学者
- 7月13日 - 堀口武視、政治家
- 7月14日 - 久米宏、フリーアナウンサー・タレント・元TBSアナウンサー
- 7月17日 - カルロス・アウベルト、元サッカー選手・サッカー指導者（+ 2016年）
- 7月18日 - 又市征治、政治家（+ 2023年）
- 7月20日 - 田中章、元プロ野球選手
- 7月23日 - ハイメ・ヨシヤマ、ペルー政治家
- 7月25日 - 中村紘子、ピアニスト（+ 2016年）
- 7月26日 - 羽里功、プロ野球選手
- 7月28日 - 渡瀬恒彦、俳優（+ 2017年）
- 7月29日 - 藤本典征、元プロ野球選手
- 7月29日 - 石幡信弘、プロ野球選手
- 7月31日 - 中村光良、プロ野球選手

### 8月
- 8月1日 - アンドリュー・G・ヴァイナ、映画プロデューサー
- 8月2日 - 畠山重則、元騎手・調教師
- 8月8日 - 麦人、声優
- 8月9日 - 佐藤蛾次郎、俳優（+ 2022年）
- 8月9日 - パトリック・デパイユ、F1ドライバー（+ 1980年）
- 8月11日 - 柴田猛、元プロ野球選手
- 8月11日 - 浅利香津代、女優
- 8月14日 - 杉良太郎、俳優
- 8月15日 - ジャンフランコ・フェレ、ファッションデザイナー（+ 2007年）
- 8月15日 - シルヴィ・ヴァルタン、歌手
- 8月17日 - 安仁屋宗八、元プロ野球選手
- 8月17日 - 城野勝博、プロ野球選手
- 8月18日 - 高橋三郎、元騎手・調教師
- 8月19日 - ジル・フォコニエ、言語学者・認知科学者
- 8月20日 - グレイグ・ネトルズ、メジャーリーガー
- 8月22日 - みのもんた、タレント（+ 2025年）
- 8月27日 - ティム・ボガート、ベーシスト、ヴォーカリスト （+ 2021年）
- 8月30日 - 野川由美子、女優
- 8月31日 - ロジャー・ディーン、画家・アートデザイナー

### 9月
- 9月6日 - 山田正雄、プロ野球選手
- 9月8日 - 下須崎詔一、プロ野球選手
- 9月10日 - 吉村典男、プロ野球選手
- 9月11日 - 尾崎行雄、元プロ野球選手（+ 2013年）
- 9月11日 - 山田要一、元調教師
- 9月11日 - 中村之保、元プロ野球選手
- 9月11日 - ジョン・マクシェリー、メジャーリーグ審判員（+ 1996年）
- 9月12日 - ウラディーミル・スピヴァコフ、ヴァイオリニスト・指揮者
- 9月13日 - ピーター・セテラ、歌手
- 9月13日 - 島木譲二、お笑い芸人（+2016年）
- 9月15日 - 境直行、調教師
- 9月17日 - ラインホルト・メスナー、登山家
- 9月20日 - 中田征男、厩務員
- 9月20日 - 村井国夫、俳優・声優
- 9月23日 - 守屋武昌、元防衛事務次官
- 9月25日 - マイケル・ダグラス、俳優・プロデューサー
- 9月27日 - 辺見庸、小説家・ジャーナリスト
- 9月28日 - 東隆明、作家・俳優
- 9月28日 - サイモン・ウィンチェスター、ジャーナリスト・著作家

### 10月
- 10月3日 - 末広まきこ、タレント・元参議院議員
- 10月4日 - 黒田アキ、芸術家
- 10月4日 - トニー・ラルーサ、メジャーリーグ監督
- 10月9日 - 浜崎正人、元プロ野球選手（+ 2003年）
- 10月9日 - 三門忠司、演歌歌手
- 10月11日 - 畑田国男、漫画家・著述家（+ 1996年）
- 10月15日 - ハイム・サバン、実業家
- 10月16日 - エリザベス・ロフタス、認知心理学者
- 10月17日 - 町村信孝、政治家（+ 2015年）
- 10月17日 - 日下正勝、プロ野球選手
- 10月18日 - ネルソン・フレイレ、ピアニスト
- 10月20日 - 山下律夫、元プロ野球選手（+ 2011年）
- 10月20日 - いもとようこ、絵本作家
- 10月23日 - 五十嵐忠行、官僚
- 10月26日 - 山川啓介、作詞家（+ 2017年）
- 10月27日 - 田中辰次、元プロ野球選手
- 10月28日 - 蟹江敬三、俳優（+ 2014年）

### 11月
- 11月1日 - ラフィーク・ハリーリー、レバノンの政治家（+ 2005年）
- 11月2日 - 西田暢、プロ野球選手
- 11月3日 - 渡辺元智、高校野球指導者　終身名誉監督
- 11月7日 - ジョー・ニークロ、メジャーリーガー（+ 2006年）
- 11月7日 - 松平定知、フリーアナウンサー、元NHKエグゼクティブアナウンサー
- 11月10日 - アスカル・アカエフ、キルギス初代大統領
- 11月12日 - 大渕絹子、政治家
- 11月12日 - マイケル・バッファー、リングアナウンサー
- 11月12日 - 天本光、プロ野球選手
- 11月15日 - 飛松五男、警察官
- 11月16日 - 若生和也、プロ野球選手
- 11月17日 - デイヴ平尾、ミュージシャン・俳優（+ 2008年）
- 11月17日 - トム・シーバー、メジャーリーガー
- 11月18日 - 漆原良夫、政治家
- 11月26日 - 杉山武彦、交通学者・一橋大学学長
- 11月29日 - 大下剛史、元プロ野球選手
- 11月29日 - 岩本紘一、野球選手
- 11月30日 - 中原全敏、元プロ野球選手

### 12月
- 12月1日 - 梨元勝、芸能リポーター（+ 2010年）
- 12月1日 - 八木沢荘六、元プロ野球選手
- 12月2日 - 奥正之、三井住友銀行頭取
- 12月2日 - ボート・シュトラウス、劇作家・小説家・エッセイスト
- 12月4日 - デニス・ウィルソン、ミュージシャン・ビーチ・ボーイズのメンバー（+ 1983年）
- 12月4日 - 青柳裕介、漫画家（+ 2001年）
- 12月4日 - 芦原英幸、格闘家・芦原会館創始者（+ 1995年）
- 12月6日 - 牧村旬子、歌手・作曲家
- 12月8日 - 橋本武徳、高校野球指導者
- 12月12日 - アレックス・アクーニャ、ドラマー・パーカッショニスト
- 12月12日 - 舟木一夫、歌手・タレント
- 12月14日 - 池内了、天文学者・宇宙物理学者
- 12月15日 - ジム・リーランド、メジャーリーグ監督
- 12月17日 - ベネ・フェレンツ、サッカー選手（+ 2006年）
- 12月18日 - 伊勢孝夫、元プロ野球選手
- 12月21日 - マイケル・ティルソン・トーマス、指揮者
- 12月22日 - スティーブ・カールトン、メジャーリーガー

## 死去

### 1月
- 1月1日 - エドウィン・ラッチェンス、建築家（* 1869年）
- 1月5日 - 蘭郁二郎、小説家・推理作家（* 1913年）
- 1月6日 - イーダ・ターベル、ジャーナリスト（* 1857年）
- 1月7日 - ジョージ・マリン、メジャーリーガー（* 1880年）
- 1月15日 - 野口遵、実業家・日窒コンツェルン創業者（* 1873年）
- 1月21日 - ラス・ビハリ・ボース、日本のカレーの父として有名なインド独立運動の指導者（* 1886年）
- 1月23日 - エドヴァルド・ムンク、画家（* 1863年）
- 1月24日 - 浅沼誉夫、プロ野球監督（* 1891年）
- 1月31日 - 鈴木政吉、鈴木バイオリン創業者（* 1859年）
- 1月31日 - ジャン・ジロドゥ、外交官・劇作家・小説家（* 1882年）

### 2月
- 2月1日 - ピエト・モンドリアン、画家（* 1872年）
- 2月2日 - レオン・ブランシュヴィック、思想家（* 1869年）
- 2月7日 - 三上於菟吉、小説家（*1891年）
- 2月7日 - ロバート・E・パーク、社会学者（* 1864年）
- 2月8日 - 添田唖蝉坊、演歌師（* 1872年）
- 2月15日 - 河合栄治郎、社会思想家・経済学者（*1891年）
- 2月18日 - チャールズ・ダベンポート、生物学者（* 1866年）
- 2月23日 - レオ・ベークランド、化学者（* 1863年）
- 2月27日 - 金子直吉、実業家（* 1866年）

### 3月
- 3月5日 - コンスタン・モンタルド、美術家（* 1862年）
- 3月8日 - 梅村蓉子、女優（* 1903年）
- 3月14日 - 矢田津世子、小説家（* 1907年）
- 3月18日 - 押川清、アマチュア野球選手（* 1881年）
- 3月25日 - 赤星六郎、ゴルファー（* 1901年）
- 3月31日 - 古賀峯一、元帥海軍大将、連合艦隊司令長官（* 1885年）

### 4月
- 4月4日 - アルマ・ロゼ、ヴァイオリニスト（* 1906年）
- 4月10日 - 下畑卓、児童文学作家（* 1916年）
- 4月21日 - 市島謙吉[3]、政治家（* 1860年）
- 4月23日 - 近松秋江、小説家・評論家（*1876年）
- 4月25日 - トニー・マレーン、メジャーリーガー（* 1859年）
- 4月28日 - 中里介山、小説家（* 1885年）

### 5月
- 5月2日 - 丘浅次郎、動物学者（* 1868年）
- 5月8日 - エセル・スマイス、作曲家（* 1858年）
- 5月31日 - 嶋田青峰、俳人（* 1882年）

### 6月
- 6月10日 - 宝生新、能楽師（* 1870年）
- 6月17日 - 俵孫一、官僚・政治家（* 1869年）
- 6月18日 - 高木正雄、野球選手（* 1916年）
- 6月20日 - 村松長太郎、プロ野球選手（* 1921年）
- 6月27日 - 津村信夫、詩人（* 1909年）

### 7月
- 7月2日 - 山梨半造、軍人・政治家（* 1864年）
- 7月3日 - 西川博夫、野球選手（* 1918年）
- 7月8日 - 南雲忠一、日本海軍の大将（* 1887年）
- 7月12日 - 中河美芳、プロ野球選手（* 1920年）
- 7月20日 - クラウス・フォン・シュタウフェンベルク、ドイツ国防軍の大佐（* 1907年）
- 7月20日 - ヴェルナー・フォン・ヘフテン、ドイツ国防軍の少尉（* 1908年）
- 7月21日 - ルートヴィヒ・ベック、ドイツ国防軍の大将（* 1880年）
- 7月21日 - ヘニング・フォン・トレスコウ、ドイツ国防軍の少将（* 1901年）
- 7月21日 - アルブレヒト・メルツ・フォン・クイルンハイム、ドイツ国防軍の大佐（* 1905年）
- 7月25日 - ヤーコプ・フォン・ユクスキュル、生物学者（* 1864年）
- 7月25日 - 村松幸雄、プロ野球選手（* 1920年）
- 7月26日 - レザー・シャー、イラン・パフラヴィー朝初代国王（* 1878年）
- 7月26日 - 伊藤健太郎、プロ野球選手（* 1916年）
- 7月29日 - 林節、野球選手（* 1918年）
- 7月31日 - アントワーヌ・ド・サン＝テグジュペリ、小説家・パイロット（* 1900年）

### 8月
- 8月1日 - マニュエル・ケソン、フィリピン独立準備政府初代大統領（* 1878年）
- 8月8日 - エルヴィン・フォン・ヴィッツレーベン、ドイツ国防軍の元帥（* 1881年）
- 8月12日 - ジョセフ・P・ケネディ・ジュニア、ジョン・F・ケネディの兄、米海軍パイロット(* 1915年)
- 8月13日 - セシル・シャミナード、作曲家（* 1857年）
- 8月17日 - 三輪八郎、プロ野球選手（* 1921年）
- 8月19日 - ギュンター・フォン・クルーゲ、ドイツ国防軍の元帥（* 1882年）
- 8月22日 - 田中穂積、早稲田大学総長（* 1876年）

### 9月
- 9月3日 - フランティシェク・ドルドラ、ヴァイオリニスト（* 1868年）
- 9月4日 - エーリッヒ・フェルギーベル、ドイツ国防軍の中将（* 1886年）
- 9月11日 - 荒木十畝、日本画家（* 1872年）
- 9月13日 - 松平頼寿、華族・貴族院議長（* 1874年）
- 9月13日 - 広瀬習一、プロ野球選手（* 1922年）
- 9月22日 - 東坊城恭長、俳優・映画監督（* 1904年）
- 9月27日 - アリスティド・マイヨール、彫刻家・画家（* 1861年）
- 9月28日 - ヨーゼフ・ビュルケル、ナチ党ヴェストマルク大管区指導者（* 1895年）
- 9月30日 - 根津辰治、野球選手（* 1916年）

### 10月
- 10月5日 - 頭山満、国家主義運動家・玄洋社創設者（* 1855年）
- 10月7日 - 中川小十郎、文部官僚・貴族院議員・京都法政学校（立命館大学前身）創設者（* 1866年）
- 10月10日 - 吉原正喜、プロ野球選手（* 1919年）
- 10月14日 - エルヴィン・ロンメル、ドイツ国防軍元帥（* 1891年）
- 10月16日 - 小金井良精、解剖学者・人類学者（*1858年）
- 10月20日 - 萩武、野球選手（* 1920年）
- 10月23日 - 山本英雄、野球選手（* 1921年）
- 10月26日 - ベアトリス・メアリ・ヴィクトリア・フィオドア、ヴィクトリア英国女王の五女（* 1857年）
  - - 天川清三郎、プロ野球選手（* 1919年）
  - - 西澤廣義、日本の軍人（* 1920年）
- 10月31日 - エドゥアルト・エンゲルマン、フィギュアスケート選手・エンジニア（* 1864年）

### 11月
- 11月5日 - アレクシス・カレル、医学者（* 1873年）
- 11月7日 - リヒャルト・ゾルゲ、ジャーナリスト・ソビエト連邦情報員（* 1895年）
- 11月7日 - 尾崎秀実、記者（* 1901年）
- 11月9日 - フランク・マーシャル、チェスプレーヤー（* 1877年）
- 11月10日 - 汪兆銘、南京国民政府主席（* 1883年）
- 11月11日 - 松旭斎天勝、奇術師（* 1886年）
- 11月14日 - フレッシュ・カーロイ、ヴァイオリニスト（* 1873年）
- 11月18日 - 牧口常三郎、創価教育学会（後の創価学会）初代会長（* 1871年）
- 11月18日 - 高橋外喜雄、野球選手（* 1908年）
- 11月22日 - アーサー・エディントン、天文学者（* 1882年）
- 11月22日 - 徳齢、文筆家（* 1885年）
- 11月22日 - 木下友三郎、元明治大学総長（* 1864年）
- 11月24日 - 辻潤、思想家・翻訳家（* 1884年）
- 11月25日 - ケネソー・マウンテン・ランディス、MLBコミッショナー（* 1866年）
- 11月26日 - フローレンス・フォスター・ジェンキンス、ソプラノ歌手（* 1868年）
- 11月27日 - 小野塚喜平次、政治学者（*1871年）

### 12月
- 12月1日 - 村上浪六、小説家（*1865年）
- 12月2日 - 沢村栄治、プロ野球選手（* 1917年）
- 12月4日 - 永井柳太郎、政治家、大日本育英会創立者（*1881年）
- 12月4日 - ロジャー・ブレスナハン、メジャーリーガー（* 1879年）
- 12月4日 - 飯塚勝一、野球選手（* 生年不詳）
- 12月9日 - 大伴麟三、映画監督（* 1907年）
- 12月9日 - 京井秋行、野球選手（* 1920年）
- 12月13日 - ワシリー・カンディンスキー、画家（* 1866年）
- 12月15日 - グレン・ミラー、ジャズミュージシャン（* 1904年）
- 12月17日 - 一木喜徳郎、法学者・政治家（*1867年）
- 12月21日 - 岡田福吉、プロ野球選手（* 1917年）
- 12月25日 - 片岡鉄兵、小説家（* 1894年）
- 12月27日 - エイミー・ビーチ、作曲家（* 1867年）
- 12月30日 - ロマン・ロラン、小説家（* 1866年）

### 日付不詳
- 日付不詳 - 近藤伊与吉、俳優（* 1894年）

## ノーベル賞
- 物理学賞 - イジドール・イザーク・ラービ（アメリカ）
- 化学賞 - オットー・ハーン（ドイツ）
- 生理学・医学賞 - ジョセフ・アーランガー（アメリカ）、ハーバート・ガッサー（アメリカ）
- 文学賞 - ヨハネス・ヴィルヘルム・イェンセン（デンマーク）
- 平和賞 - 赤十字国際委員会